# 天使龍屬
天使龍屬（學名：Angelosaurus）意為「天使蜥蜴」，是盤龍目卡色龍科的一屬，化石發現於美國德州諾克斯縣的聖安吉洛組（San Angelo Formation）中層，年代為二疊紀早期（空谷階）。天使龍的身長約3到3.5公尺長，體重約300公斤。如同其近親杯鼻龍，天使龍的體型大、厚重，是植食性動物，天使龍與同屬卡色龍科的Caseoides、Caseopsis生存於相同環境。大型楔齒龍類（例如異齒龍）可能會以這些動物為食。
如同其他卡色龍科，天使龍是種原始合弓類，是當時的優勢植食性動物之一，佔據類似牛的生態位。卡色龍科具有大型顳顬孔、大型鼻孔、大型松果孔，口鼻部向齒列外突出形成喙狀嘴，頭骨有凹槽，牙齒呈單一型態。身體呈大水桶形狀，頸椎小，四肢粗壯。與異齒龍、基龍不同，卡色龍科不具有延長的神經棘形成的背帆。